# Magyar Védjegykultúráért Díj
A Magyar Védjegykultúráért Díj a Magyar Védjegy Egyesület (MVE) által alapított elismerés, főként iparjogvédelmi szakemberek számára. A díjat 1995 óta az MVE éves közgyűlésén adják át, évente egy személynek. A díjjal pénzjutalom nem jár.

## Eddigi díjazottjai
- 1995.   Gláser Tamás
- 1996.    dr. Sümeghy Pálné
- 1997.    dr. Turi Mária
- 1998.    dr. Bognár Istvánné
- 1999.    Szekeres István
- 2000.    dr. Vida Sándor
- 2001.    Szitáné Dr. Kazai Ágnes
- 2002.    dr. Pusztai Gyula
- 2003.    dr. Vékás Gusztáv
- 2004.    dr. Fehérvári József
- 2005.    dr. Szigeti Éva
- 2006.    Bándy Tamásné
- 2007.    dr. Mikófalvi Gábor
- 2008.    dr. Millisits Endre
- 2009.   Gáspár Zoltán
- 2010.    Lantos Mihály
- 2011.    dr. Fabricius László
- 2012.    dr. Gonda Imre
- 2013.    dr. Szamosi Katalin
- 2014.    dr. Faludi Gábor
- 2015.    dr. Bacher Vilmos
- 2016.    dr. Ficsor Mihály Zoltán
- 2017.    dr. Kókai-Kunné Szabó Ágnes